# 전자 음악
전자 음악(電子音樂, 영어: electronic music)은 전자기기를 사용한 음악의 한 장르로, 그 범위는 1940년대의 구체음악에서 오늘날의 대중음악까지 다양하다.

## 역사

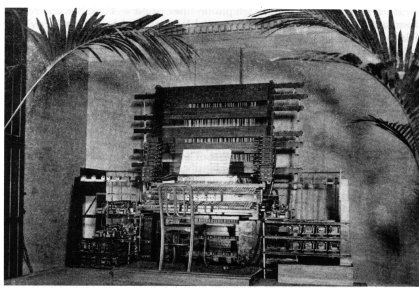
Telharmonium, Thaddeus Cahill 1897

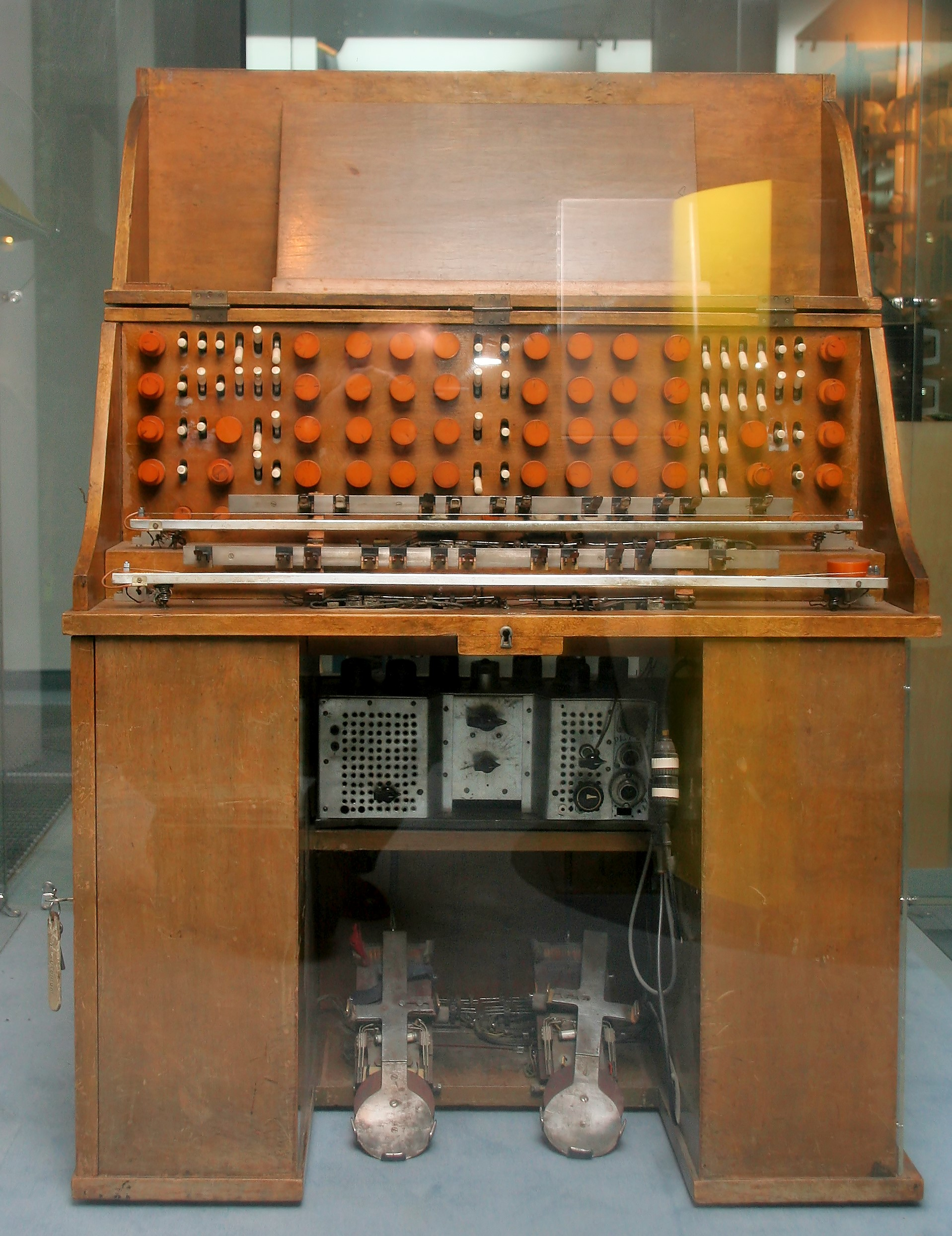
Trautonium, 1928

1948년 프랑스 작곡가 겸 엔지니어 피에르 쉐페르가 처음으로 ‘전자 음악’(프랑스어: musique électroacoustique, 전기음향적 음악)을 소개했다. 이는 이후 구체 음악으로도 불린다. 독일에서는 1951년 카를하인츠 슈톡하우젠을 필두로 ‘전자 음악’(Elektronische Musik) 활동이 시작되었으며, 그 뒤 존 케이지의 ‘테이프 음악(tape music)’ 등 이탈리아·미국 등 다른 나라에서도 비슷한 전자음악이 발전하였다.
전자음악은 1950년대까지 지배적이었던 총렬음악에서 벗어난 새로운 음악어법과 사상적 배경을 찾던 작곡가들의 의도와, 전자기기의 발전이 자연스럽게 결합한 형태라고 볼 수 있다. 새로운 음향의 추구라는 근본적 목적을 넘어 음악에서의 음의 개념의 소음으로의 확장, 공간개념의 도입, 작곡가와 연주자 사이의 구분의 모호함, 기보법에 있어서 새로운 형태인 그래픽 기보법을 남겼다.
대중음악에서의 '밴드음악'(마그네틱 밴드를 이용한 음악)도 전자악기를 사용한다는 점에서 전자음악의 한 분류로 부르기도 한다. 이후 'Electroacoustic Music' 혹은 '뮤직 일렉토아쿠스이케' 로 명칭이 바뀌어 불리게 되었으며 현재는 이 외에도 '라이브 일렉트로닉', '뮤직 믹스트', '베이좌즈 쏘노흐' 등과 같이 순수예술장르나 근래에는 '실험주의 음악' 또는 '대중음악'에서도 전자 음악을 많이 찾아 볼 수 있다.

## 전자음악의 분류와 장르(대중음악)

### 테크노(Techno)
- 애시드 테크노 (Acid Techno)
- 디트로이트 테크노 (Detroit Techno)
- 덥(Dub)
- 프리테크노 (Freetekno)
- 게토테크 (Ghettotech)
- 노르텍 (Nortec)
- 일렉트로 (Electro)
- 하드 테크노 (Hard Techno)
- 미니멀 테크노 (Minimal Techno)
- 로테르담 테크노 (Rotterdam Techno)
- 테크노 브리가 (Techno brega)

### 앰비언트(Ambient)
- 앰비언트 하우스 (Ambient House)
- 칠아웃 (Chill-out)
- 드론 (Drone)
- 일비엔트 (Illbient)
- 로월케이스 (Lowercase)
- 뉴 에이지 (New Age)
- 사이비언트 (Psybient)
- 앰비언트 덥 (Ambient Dub)
- 앰비언트 인더스트리얼 (Ambient Industrial)
- 다크 앰비언트 (Dark Ambient)
- 밀실음악 (Isolationism)

### 브레이크비트(Breakbeat)
- 힙합(Hip Hop)
- 빅 비트 (Big beat)
- 발티모어 클럽 (Baltimore club)
  - 저지 클럽 (Jersey club)
- 브레이크스텝 (Breakstep)
- 크렁크 (Crunk)
- 그라임 (Grime)
- 일렉트로 브레이크스 (Electro breaks)
- 플로리다 브레익즈 (Florida breaks)
- 마이에미 베이스 (Miami bass)
- 누 스쿨 브레이크스 (Nu skool Breaks)
- 프로그레시브 브레이크스 (Progressive breaks)
- 애시드 브레이크스 (Acid breaks)
- 볼티모어 클럽 (Baltimore club)
- 브로큰 비트 (Broken beat)
- 누 펑크 (Nu-funk)

### 드럼 앤 베이스/정글(DnB/Jungle)
- 다크스텝 (Darkstep)
- 하드스텝 (Hardstep)
- 재즈스텝 (Jazzstep)
- 테크스텝 (Techstep)
- 인텔리전트 드럼 앤 베이스 (Intelligent D&B)
- 점프 업 (Jump-Up)
- 리퀴드 펑크 (Liquid funk)
- 뉴로펑크 (Neurofunk)
- 정글 (Jungle/Old school jungle)
- 라가 (Ragga)
- 드럼스텝 (Drumstep)
- 드릴 앤 베이스 (Drill&Bass)
- 드럼펑크 (Drumfunk)
- 펑크스텝(Funkstep)
- 샘베이스(Sambass)
- 재즈 앤 베이스 (Jazz n Bass)
- 라운지 코어
- 다크 코어

### 하드코어 테크노(하드코어) (hardcore Techno (Hardcore))
- 디지털 하드코어 (Digital hardcore)
- 프렌치코어 (Frenchcore)
- 인더스트리얼 하드코어 (Industrial Hardcore)
- 올드스쿨 개버 (Oldskool Gabber)
- UK 하드코어 (UK Hardcore)
  - 해피 하드코어 (Happy hardcore)
- 뉴 스타일 개버 (Nu Style Gabber)
- 테러코어 (Terrorcore)
- 트랜스코어 (Trancecore)
- 4 비트 (4 Beat)
- 브레이크비트 하드코어 (Breakbeat Hardcore)
- 바운시 테크노(Bouncy techno)
- 브레이크코어(Breakcore)
- 다크코어 (Darkcore)
- 메인스트림 하드코어 (Mainstream Hardcore)
- 마키나 (Mákina)
- 레이브 (Rave)
- 스피드코어 (Speedcore)
  - 스플리터코어(Splittercore)
  - 엑스트라톤(Extratone)
- 댄스코어(Dancecore)
- 슈란츠(Schranz)
- 아트코어(Artcore)
- 뭄바코어 (Moombahcore)

### 하드스타일(Hardstyle)
- 덥스타일 (Dubstyle)
- Lento violento
- 점프스타일 (Jumpstyle)
- 유포릭 하드스타일
- 로스타일
- 테크스타일
- 누스타일
- 하드 드롭
- 리버스 베이스
- 사이스타일
- 하드사이
- 프리스타일
- 트랩스타일
- 로포릭
- 로트랩

### 하우스(House music(House))
- 디스코(Disco)
- 라틴 하우스(Latin House)
- 딥 하우스 (Deep House)
  - 퓨처 하우스 (Future House)
  - 트로피컬 하우스 (Tropical House)
- 베이스 하우스 (Bass House)
- 잭킹 하우스 (Jackin' House)
- 프렌치 하우스 (French house)
- 일렉트로 하우스 (Electro House)
  - 컴플렉스트로(Complextro)
  - 빅 룸 하우스(Big Room House/엄밀히 장르는 아님)
  - 정글 테러
- 테크 하우스 (Tech House)
- 펑키 하우스 (Funky house)
- 프리스타일 하우스 (Freestyle house)
- 게토 하우스 (Ghetto House)
- 애시드 하우스 (Acid House)
- 힙 하우스 (Hip house)
- 미니멀 하우스 (Minimal house)
- 마이크로 하우스(Microhouse)
- 프로그레시브 하우스 (Progressive House)
- 하드 하우스 (Hard House)
- 트라이블 하우스 (Tribal House)
- 개러지 하우스 (Garage House)
  - 스피드 개러지 (Speed Garage)
- 시부야케이(Shibuya-kei)
- 유로댄스(Eurodance)
- 유로비트(Eurobeat)
- 앤섬 하우스(Anthem House)
- 신스론(Synthron)
- 에너지 (NRG)
  - 하이 에너지 (Hi-NRG)
  - 하드 에너지(Hard NRG)
  - 누 에너지(Nu-NRG)

### 트랜스(Trance)
- 애시드 트랜스 (Acid trance)
- 고아 트랜스 (Goa trance)
- 베이루트 트랜스 (Beirut Trance)
- 사이키델릭 트랜스 (Psychedelic trance)
  - 하드 사이 (Hard psy)
  - 풀 온 (Full on)
- 프로그레시브 트랜스 (Progressive trance)
- 업리프팅 트랜스/에픽 트랜스 (Uplifting trance/Epic trance)
- 트로피컬 트랜스 (Tropical trance)
- 테크 트랜스 (Tech Trance)
- 일렉트로 트랜스 (Electro Trance)
- 보컬 트랜스 (Vocal trance)

### 다운비트 (Downbeat)
- 애시드 재즈 (Acid jazz)
- 벨래릭 비트 (Balearic Beat)
- 뉴 재즈/브로큰비트 (Nu jazz/Broken Beat)
- 다운템포 (Downtempo)
- 트립합 (Trip hop)

### 신스팝 (Synthpop)
- 뉴 웨이브(New wave)
- 신스팝 (Synthpop)
- 일렉트로팝 (Electropop)
- 뉴 로맨틱 (New Romantic)
- EBM (일렉트로닉 바디 뮤직: Electronic Body Music)
- 다크웨이브 (Darkwave)

### 일렉트로니카 (Electronica)(미분류)
- 칩튠 (Chiptune)
  - 칩신스 (Chipsynth)
- 컷 앤 페이스트 (Cut & Paste)
- 일렉트로클래쉬 (Electroclash)
  - 신스클래쉬 (Synthclash)
- 일렉트로힙합 (Electro-Hip-hop)
- 인텔리젼트 댄스 뮤직 (Intelligent Dance Music (IDM/Intelligent techno))
  - 글리치 (Glitch)
    - 글리치힙합 (Glitch-Hip-Hop)
    - 글리치 합 (Glitch Hop)

  - 드론 (Drone)
- 미니멀(Minimal)
- 칠스텝 (Chill Step)
- 베를린 스쿨 (Berlin School)
- 칠웨이브 (Chillwave)
- 베이퍼웨이브(Vaporwave)
  - 주체웨이브 (Juchewave)
- 덥트로니카 (Dubtronica)
- 포크트로니카 (Folktronica)
- 펑크트로니카 (Funktronica)
- 랩트로니카 (Laptronica)
- 라이브트로니카 (Livetronica)
- 신스웨이브 (Synthwave)
  - 칩신스 (Chipsynth)
  - 신스클래쉬 (Synthclash)
- 칠 트랩 (Chill Trap)
- UK 베이스 (UK Bass)
  - 퓨처 베이스 (Future Bass)
    - 퓨처 역방향 베이스 (Future Reverse Bass)

  - 하드 베이스 (Hard Bass)
- 역방향 베이스 (Reverse Bass)
- 아트코어 (Artcore)

### 기타 장르
전자 음향 기술의 발전으로 인해 전형적인 일렉트로닉 음악의 특징없이 그저 일반적인 대중음악의 서로 다른 음악스타일에 공명을 적용해 만들어진 음악으로 다음과 같이 나뉜다.
- 포스트 록 (Post-rock)
- 크라우트 록 (Krautrock)
- 뉴 웨이브 (New wave)
- 콜드 웨이브 (Coldwave)

### 댄스(Dance)
- 유로비트 (Eurobeat)
- 유로댄스 (Eurodance)
- 하드 댄스 (Hard Dance)
- 하드 바운스 (Hard Bounce)
- 씨팝 (C-pop)
- 케이팝 (K-pop)
- 제이팝 (J-pop)
- 핸즈업 (Handsup)
- 마키나 (Makina)
- 레이브 (Rave)

### 덥(Dub)
- 덥 앰비언트 (Dub ambient (Abstract dub))
- 덥 올드 스쿨 (Dub old school)
- 덥 포에트리 (Dub poetry)
- 덥 테크노 (Dub Techno)
- 덥스텝 (Dubstep)
  - 고어스텝 (Gorestep)
  - 리딤 (Riddim)
  - 드럼스텝 (Drumstep)
- 노보 덥 (Novo Dub)
- 스텝파 덥 (Steppa Dub (Dub stepper))

### 일렉트로어쿠스틱(Electroacoustic)
- 컴퓨터 음악 (Computer music (Informatique musicale))
- 엘렉트로아쿠스티크 엄프로뷔제 (Électroacoustique improvisée)
- 라이브 일렉트로닉 (Live electronic, Musique en temps réel)
- 뮈지크 아쿠스마티크 (Musique acousmatique)
- 마그네토(밴드) 음악 (Musique pour bande)
- 구체 음악 (Musique concrète)
- 뮈지크 엘렉트로아쿠스티크 (Musique électroacoustique)
- 실험주의 음악 (Musique expérimentale)
- 뮈지크 믹스트 (Musique mixte)
- 페이자주 쏘노흐 (Paysage sonore)
- 사운드 아트 (Sound art (Art sonore))
- 사운드 스케이프 (SoundScape)

### 힙합(Hip-hop)
- 일렉트로힙합 (Electro-Hip hop)
- 턴테이블리즘 (Turntablism)
- 골든에라 (Golden era Hip hop)
- 재즈랩 (Jazz Rap)
- 지-펑크 (G-Funk)
- 뉴로합 (Neurohop)
- 붐뱁 (Boom bap)
- 트랩 (Trap)

### 인더스트리얼(Industrial)
- 다크 앰비언트 (Dark ambient (Ambientcore))
- 일렉트로 인더스 (Electro-indus)
- 메탈 인더스 (Metal indus)
- 노이즈 (Noise)
- 파워 일렉트로닉스 (Power electronics)
- 파워 노이즈 (Power noise)
- 테크노 인더스 (Techno indus (Industrial techno))
- 어그로 테크 (Aggrotech)
- 사이버그라인드 (Cybergrind)
- 일렉트로 인더스트리얼 (Electro-industrial)
- 다크 일렉트로 (Dark electro)
- 퓨쳐 팝 (Futurepop)
- 인더스트리얼 메탈 (Industrial metal)
- 인더스트리얼 락 (Industrial rock)
- 자포노이즈 (Japanoize)
- 코리아노이즈 (Koreanoize(한국노이즈))
- 노이에 도이체 하르테 (Neue Deutsche Harte)
- 파워 일렉트로닉스 (Power electronics)
- 데스 인더스트리얼 (Death industrial)
- 파워 노이즈 (Power noize)
- 위치 하우스 (Witch house)

### 랩 (Rap)
- 랩 하드코어 (Rap hardcore)

### UK 개러지(UK Garage)
- 퓨처 베이스 (Future bass)
- 투스텝 개러지 (2-Step Garage)
  - 얼리 덥스텝 (Early Dubstep)
  - 덥스텝 (Dubstep)
    - 고어스텝 (Gorestep)
    - 드럼스텝 (Drumstep)
    - 리딤
    - 보밋스텝

  - 브레이크스텝 (Breakstep)
- 퓨처 개러지 (Future Garage)
- 베이스라인 (Bassline)
- 그라임 (Grime)

### 참고 문헌
- Christoph von Blumröder: Die elektroakustische Musik, Eine kompositorische Revolution und ihre Folgen, Signale aus Köln Beiträge zur Musik der Zeit Band 22, Verlag Der Apfel, Wien 2017, ISBN 978-3-85450-422-1

## 같이 보기
- 전자 음악 장르 목록